# Tilia begoniifolia
Tilia begoniifolia là một loài thực vật có hoa trong họ Cẩm quỳ. Loài này được Steven miêu tả khoa học đầu tiên.